# Грнчари пиротског краја
Грнчари пиротског краја били су надалеко познати мајстори за израду производа од глине на ширем простору Балканског полуострва. О томе говори  податак о њиховој бројности, по коме је у Краљевини Србији 1914. године од укупно 173 регистрованих грнчара, 113 било само из Пирота. Веште руке пиротских грнчара  ( у око  40 грнчарских радионица у 19. веку) израђивале су у кућним радионицама више од 70 различитих производа богатих антропоморфном и зооморфном орнаментиком, а најпознатији су били и по глеђосаним и неглеђосаним судовима за течност (тестије, кондири, чутуре, пљоске).
Пирот, као некадашњи центар грнчарства у Србији, са 125 грнчара колико је имао у периоду до почетка Првог светског рата, данас је без иједне грнчарске радионице, док се у пиротском крају  производњом предмета на традиционалном грнчарском точку баве малобројни грнчари  у неколико околних села ( Велики и Мали Суводол, Пољска Ржана и Расница).

## Историја
Одвајкада је у Пироту био развијен грнчарски занат, у оквиру кога је забележено неколико начина обраде глине и то: без кола, на ручном колу, на ножном колу и у калупу. 
После вишевековног ропства под Османлијама, уласком српске војске у Пирот 16. децембра 1877. године почиње да се мења живот житеља Пирота и Понишавља из темеља. Пирот постаје средиште округа и присаједињује се Кнежевини Србији. Непосредно после ослобођења организује се Пиротска управа, почет-
ком 1878. године, са задатком да се обезбеди сигурност становништва ових крајева, да се омогући неометано кретање и снадбевање српске војске на ратиштима: храном, муницијом и транспортним средстви
ма и другим потребштинама. 
Као нови урбани центар Кнежевине Србије Пирот постаје привредно средиште области, у којој се развијају пратеће делатности као: пољопривреда, виноградарство, воденичарство и сточарство, али и занатство и трговина који постају доминантно занимање градског, а временом и сеоског становништва. Крајем 19. века Пирот постаје град познат по својим занатлијама, нарочито, по грнчарима, бојаџијама, терзијским, ткачима, ћурчијама, качарима, сарачима и мутавџијама. Оснивају се и први еснафи занатлија.
| „ | Велико признање за свој рад пиротски грнчари су добили великом наруџбином 1866. године. Наиме увођење телеграфа у овај крај захтевало је и производњу изолационих чаша од печене глине. Поручене чашице из Пирота показале су се квалитетнијим (јефтиније, боље и чвршће) од чашица, које су изађивали једренски грнчари, те је тадашња поштанска управа из Цариграда одобрила њихову употребу. Пиротске чашице су тада постављене на телеграфске стубове поред новог пута, а Пирот је добио телеграф и успоставио везу са светом. | ” |

Почетком 20. века, преко сто грнчарских радионица западно од Велике Мораве држали су Пироћанци, а слична је ситуација и данас са њиховим потомцима. У прилог томе говори и податак да су почетком 20. века у 38 варошии варошица западно од Велике Мораве радиле 103 грнчарске радионице које су држали Пироћанци.
Даљи развој грнчарског заната у Пироту као и развој свих осталих привредних грана је почивао на индустријализацији. У суседној Бугарској пред почетак Првог светског рата у градовима Трну и Софији основане су грнчарске школе и од тог времена грнчара печалбара из Пирота има све мање.
Од педесетих година 20. века у Југославији се све више развија туризам, у оквиру кога грнчари из Пирота налазе своје место на Јадранској обали и продају своје производе. Пре свега туристичке сувенире у време туристичке сезоне. 
Од шестдесетих и седамдесетих година 20. века грнчари отварају сталне радионице у којима производе и продају грнчарију. Поред сувенира грнчари праве и друге керамичке производе као што су: ђувечи, свећњаци, лонци различитих величина, ибрици и бокали за воду, бардаци, тањири за посластице, украсни тањири, шољице за кафу, тегле, саксије, ћупови и др. Нарочито су били тражени комплети за кафу: џезве са шољама, бурићи са ракијским чашама, затим рибе, итд.
Од 1990. године распадом југословенске заједнице један број грнчара који је био стално или привремено настањен у другим републикама СФР ЈУгославије, враћа се у Пирот и околна села: Велики и Мали Суводол, Пољска Ржана, Расница и друга настављају са израдом грнчарије. 
Према типолошкој систематизацији збирке Етнографског музеја у Београду, пиротски грнчари су израђивали седамдесет врста различитих посуда и предмета, од посна црвена или бела глина. Данас је тај број значајно смањен, а квалитет производа слабији.
Међу преосталим грнчарима у Србији и данас је већина пореклом из Пирота и околине. Ван пиротског подручја, најзначајнији центар пиротског грнчарства је Зајечар.

### Оснивање еснафа
Још у 14. веку постојали су грнчарски еснафи у Пироту. За време владавине Османлија и тимарског феудалног система развија се трговина и шире се источњачки занати. Правила еснафских удружења-руфета су била доста крута, поштовали су се обичаји који су преношени с генерације на генерацију мајстора, калфи и шегрта—чирака. Тек почетком 19. века еснафи добијају писана правила и тим документом уређују међусобне односе.
Према првим статистичким подаци у Пироту за 1890. годину за начелство пиротско, сазнајемо да у Пироту има разних еснафа и велики број занатлија. На пример у немешовитом еснафу занатлија постоји: лончарски, рогожарски, берберски, мутавџијски, качарски, коларски, дунђерско — столарски, самарџијски,поткивачко — налбантски, шлосерски и ковачко — казанџијски занат. У мешовитом еснафу било је још заната: ћурчијски, обућарски, терзијски и абаџијски, златарско — кујунџијски и опанчарско — табачки занат.
Колико је грнчарски еснаф био на гласу говори податак да у минеју Суковског манастира постоји запис из 1859. године од 8. септембра који садржи 26 имена грнчара. Они су те године поклонили манастиру 200 гроша за куповину минеја. Поклон је заведен код Нишке Епархије у Пироту са потврдним потписом владике Антима.
Године 1910. укинута је Уредба о еснафима, па почињу да се стварају прве синдикалне организације мајстора, шегрта и клафи.

## Школовање грнчара у Пиротском крају
На грнчарски занат у Пироту, примана су деца према очевим жељама. Трајање школовања — шегртовање, калфенисање и мајсторовање у грнчарској занатској радиноци трајало је око три године. Почињало се са 12 до 15 година живота. 
Први ступањ је било шегртовање. После годину дана рада полагао је калфенски испит, након кога је калфа добијао плату, а неретко му је мајстор поклањао и алат. Калфа је могао да самостално замењује мајстора и врши све послове као мајстор али није могао да самостално отвори радњу.
Као калфа ученик грнчарства радио је обично још три године а затим би стекао звање мајстора. Калфа је морао да буде писмен, мада се диплома основне школе није тражила, па су грнчари махом били неписмени.

### Одлазак пиротских грнчара у печалбу
Временом, због све веће бројности грнчара, која је превазилазила потребе Пирота и околине, многи од њих у потрази за послом, одлазили су у печалбу, у друге делове Србије, и Балканског полуострва, нешто више у оне крајеве који су били у оквирима исте државе, али и ван њених граница. 
Како је у другој половини 19. као и почетком 20. века Пирот је имао веома развијене трговачке и занатске везе с Бугарском и Мађарском, пиротски грнчари користили су ту предност и одлазили су у печалбу у суседну Бугарску и Мађарску и ту правили грнчарске производе. На тај начин су преносили своје грнчарско занатско умеће као и естетске елементе у нову средину и самим тим утицали на развијање грнчарског заната како у Бугарској тако и у Мађарској. 
| „ | У печалбу се одлазило око Младенаца, 22. марта, или око Ђурђевдана, 6. маја. Из печалбе се враћало после Митровдана, 8 новембар. У печалбу су ишли сви, мајстори, калфе, и шегрти. Кретало се на пут са „мајмун на рамо“. Мајмун у локалном значењу је печалбарска торба. | ” |

Почетком 20. века, преко сто грнчарских радионица западно од Велике Мораве држали су Пироћанци.
Пиротски грнчари су одласком у печалбу преносили своју грнчарију у крајеве где није било домаћих градских грнчара, а где их је било – подешавали су своју производњу локалним традиционалним облицима. Грнчари су, као и други печалбари,одлазили у печалбу у пролеће а враћали се у родни крај у јесен. Мајстори грнчари су закупљивали просторију за радионицу на периферији града и држли су је и по неколико година. Понекада је мајстор, у место где му је била печалбарска радионица, доводио и целу породицу па су се у том насељу трајно насељавали.

## Пиротско грнчарство тренутно стање и перспективе
Данас у Пироту израда керамике је заступљена на два начина. То је керамика која се прави на ножном колу, као и керамика прављена из калупа. Керамика из калупа је била заступљена у Пироту и у другим градовима Србије од почетка и током 20. века. Керамика из калупа је прављена нарочито после Првог и после Другог светског рата, а највише је била продавана по бањама Србије. То је било време када је општи стандард становништва био врло низак. Облици који су се најчешће правили су дечије играчке, украсни и мањи употребни предмети. Керамика која се правила из калупа је била јефтина а грнчари који су је израђивали су били највише пореклом Пироћанци. Они су ту врсту керамике разносили по варошима широм Србије. 
И данас је доста развијена производња керамике из калупа у Пироту. Калупи су обично прављени од гипса а састављени су из два дела чије су унутрашње стране обликоване. Израда предмета се врши тако што се у житком стању глина улива или се утискује у калупе а потом се остави да се осуши. Када се осуши, вади се из калупа, доради и тако осушен глинени предмет ставља се у пећ где се пече. Данашњи пиротски грнчари керамику из калупа, праве искључиво за познатог купца. Асортиман, поред дечијих играчака, су разни чанци и много чешће кутије за накит. Предмети се праве од квалитетне беле и црвене посне глине а украшавају се бојењем и глеђосањем. Бојење се врши после првог печења, а глеђосање после другог печења. Бојење предмета се врши прскањем што повећава разноврсност обојених производа.
Од 1990. године, са распадом југословенске заједнице, један број грнчара који је био стално или привремено настањен у другим републикама вратило се у Пирот и околна села, тако је захваљујући њима у Пироту и у селима Велики и Мали Суводол, Пољска Ржана, Расница и другим настављена израда грнчарије.
У самом Пироту грнчара данас, готово да нема. У околним селима, као што су Велики Суводол, Мали Суводол или Понор, још увек су активни, мада је квалитет тих посуда и разноврсност производа знатно сиромашнији него што би се то од колевке српског грнчарства очекивало.